# アンドニ・イマス
アンドニ・イマス・ガルメンディア（Andoni Imaz Garmendia、1971年9月5日 - ）は、スペイン・バスク州サン・セバスティアン出身の元サッカー選手。ポジションはMF。元スペイン代表。

## クラブ経歴

### レアル・ソシエダ
1990-91シーズン、レアル・ソシエダのBチームに昇格し、リーグ戦31試合に出場した。翌シーズンの9月8日、レアル・サラゴサとのリーグ戦でトップチームデビューを果たすと、その後はレギュラーに定着した。1992-93シーズンにはUEFAカップに出場し、国際大会でのキャリアもスタートさせると、同シーズン中にはスペイン代表から声がかかるほどの選手に成長した。1994-95シーズンはキャリアハイとなるリーグ戦33試合に出場したが、チームの成績はリーグ戦11位と振るわなかった。その後は1998年にクラブを退団するまで国際大会での出場はなかったが、公式戦には200試合以上に出場した。

### アスレティック・ビルバオ
1998年の夏、アスレティック・ビルバオにフリーで加入した。しかし、レアル・ソシエダ時代にチームメイトだったビトール・アルキサからレギュラーを奪えず、1シーズン目はリーグ戦13試合の出場にとどまった。翌シーズンも状況は変わらず、2001-02シーズンには構想外となったため、出場機会が皆無だった。同シーズン終了後、現役引退を発表した。
現役引退後はアスレティック・ビルバオの試合管理やクラブの運営に携わっていたが、2019年に退職した。

## 代表経歴
1993年1月28日、メキシコ代表との親善試合でスペイン代表デビューを果たしたが、A代表での試合はこれが唯一となった。